# Eric Singer
Eric Singer, pseudonimo di Eric Doyle Mensinger (Cleveland, 12 maggio 1958), è un batterista statunitense, noto per aver suonato, durante la sua carriera, in diversi gruppi musicali, principalmente hard rock ed heavy metal. Attualmente è il batterista della band di supporto di Alice Cooper, mentre tiene un progetto solista intitolato Eric Singer Project.

## Biografia
Eric Singer esordì nel mondo della musica nel 1984 come batterista della band di supporto per la cantante Lita Ford. L'anno successivo venne assunto da Tony Iommi nei Black Sabbath per sostituire Bill Ward. Con il gruppo inglese Singer inciderà due album: Seventh Star, pubblicato nel 1986, e The Eternal Idol, del 1987.
Subito dopo la pubblicazione di quest'ultimo album Singer abbandonerà il gruppo per entrare nei Badlands, gruppo hair metal fondato da Jake E. Lee, nel quale sarà presente come cantante Ray Gillen, ex compagno di gruppo di Singer nei Black Sabbath. Con i Badlands Singer inciderà un solo album nel 1989 per poi abbandonare la band nell'anno seguente. Al 1989 risale inoltre la collaborazione di Eric Singer con Paul Stanley, avvenuta in occasione di un tour da solista intrapreso dal cantante e chitarrista dei Kiss.
A partire dal 1990 Eric Singer fa parte della band di supporto del cantante Alice Cooper, con il quale ha inciso gli ultimi quattro album in studio e l'album live Live at the Electric Lady del 1991.
La militanza che ha conferito più notorietà a Singer è stata tuttavia quella nei Kiss. Singer entrò per la prima volta nel gruppo nel 1991 in sostituzione del defunto Eric Carr. Il primo album inciso con Eric Singer si intitola Revenge e dà una svolta al genere del gruppo, irrobustendone ulteriormente il suono. Con i Kiss Singer registrerà anche Alive III, Kiss Unplugged e Carnival of Souls: The Final Sessions (pubblicato quando Singer aveva già abbandonato il gruppo). Nel 1996 Singer abbandonerà il gruppo per favorire la ricomposizione della formazione originale.
Nel 1998, Eric è chiamato a sostituire il compianto Cozy Powell alla batteria nel tour di "Another World", ultimo lavoro discografico del chitarrista dei Queen Brian May. Con Questa collaborazione, Eric realizza uno dei suoi sogni personali, continuando a collaborare con May anche in altri progetti nel corso degli anni a venire. Sempre nello stesso anno, fondò un progetto a suo nome chiamato ESP (Eric Singer Project), dove militano il chitarrista Bruce Kulick (ex Kiss) e il cantante John Corabi, ex Mötley Crüe. Nel 2000 Peter Criss lascia la band a causa di problemi contrattuali con il gruppo favorendo quindi il ritorno di Eric Singer nei Kiss che si esibirà sul palco assumendo il trucco ed i costumi del personaggio di Peter Criss (The Cat Man). Singer abbandonerà il gruppo dopo poco meno di due anni, nel 2002, per favorire di nuovo il ritorno di Peter Criss, ma nel 2004 ritorna di nuovo dato che a Criss non è stato rinnovato il contratto, restando in pianta stabile fino allo scioglimento.
Eric Singer vanta diverse collaborazioni con molti artisti, tra cui quelle con i 28IF del chitarrista Jeff LaBansky (gruppo che propone un rock che va dai Beatles agli Smashing Pumpkins), con Derek Sherinian, Gary Moore, Gilby Clarke, con i Drive, gruppo che propone un heavy/progressive metal sullo stile di Fates Warning e Queensrÿche e vanta infine, anche la collaborazione con il cantante degli Edguy Tobias Sammet nel progetto Avantasia.

## Equipaggiamento
Batterie Pearl
Pearl Masters Smoked acrylic
- 24" x 15" Cassa
- 24" x 15" Cassa
- 12" x 8" Tom
- 13" x 8.5" Tom
- 16" x 14" Timpano
- 18" x 16" Timpano
- 8" x 7" Tom (a sinistra dell'hi-hat)
- 10" x 8" Tom (a sinistra dell'hi-hat)
- 14" x 6.5" Rullante Free-floating Snare

Piatti Zildjian
- 14" A Rock Hi-Hat
- 19" Z3 Medium Crash
- 19" Z3 Medium Crash
- 8" A Splash
- 19" Z3 Medium Crash
- 8" A Custom Splash
- 19" Z3 Medium Crash
- 6" A Custom Splash
- 9,5" Zil-Bel
- 12" Z3 Splash
- 19" Z3 Medium Crash
- 19" Z3 Medium Crash
- 19" Z3 Medium Crash
- 19" Z3 Medium Crash
- 16" Oriental China Trash
- 21" K Custom Hybrid Ride

Percussioni LP
- Campanaccio Bongo Cowbell

Hardware Pearl
- C1000 straight stand
- C1000 straight stand
- C1000 straight stand
- C1000 straight stand
- C1000 straight stand
- Pesados boom stand B2000
- H2000 hi-hat stand
- S2000 Snare Stand
- P2000C pedal
- P2000C pedal
- Titular ch70 platillos
- T2000 double Tom stand
- 75X cencerro titular
- HA100 BD / archivo adjunto HH

Bacchette Zildjian
- "Eric Singer Artist Series" (lunghezza : 16" | diametro : 0.620")

Trigger DDrum
- Pro Drum Triggers (on each drum)

Pelli Attack
- Terry Bozzio Signature

## Discografia
Con i Kiss 
- 1990 - God Gave Rock and Roll To You II
- 1992 - Revenge
- 1993 - Alive III
- 2008 - Jigoku-Retsuden
- 2009 - Sonic Boom
- 2012 - Monster

 Con i Black Sabbath 
- 1986 - Seventh Star
- 1987 - The Eternal Idol

 Con gli ESP (Eric Singer Project) 
- 1998 - Lost and Spaced
- 1999 - Lost and Spaced special ediction
- 2006 - Live in Japan

 Con gli Shameless 
- 1999 - Backstreet Anthems
- 2000 - Queen 4 a Day
- 2007 - Famous 4 Madness

 Con gli Avantasia 
- 2007 - Lost in Space (Part I)
- 2007 - Lost in Space (Part II)
- 2008 - The Scarecrow
- 2010 - A Wicked Symphony
- 2010 - Angel of Babylon

 Altri album 
- 1986 - Black Sabbath - Seventh Star
- 1987 - Black Sabbath - Eternal Idol
- 1987 - Gary Moore - Wild Frontier Tour
- 1988 - Drive - Characters In Time
- 1989 - Badlands - Badlands
- 1990 - Bill Ward - Ward One: Along The Way
- 1991 - Alice Cooper - USA Summer Tour
- 1994 - Greg Chaisson - It's About Time
- 1997 - Warren DeMartini - Crazy Enough To Sing To You
- 1997 - Gilby Clarke - The Hangover
- 1998 - Stream - Nothing Is Sacred
- 1998 - Gilby Clarke - Rubber
- 1998 - Gary Moore - Out in the Fields
- 1999 - Shameless - Backstreet Anthems
- 1999 - Gilby Clarke - 99 Live
- 1999 - 28IF - 28IF
- 2000 - John Thayer - Letting Go
- 2000 - Kuni - Fucked Up!
- 2000 - Karl Cochran - Voodooland
- 2000 - Alice Cooper - Brutal Planet
- 2000 - Doro - Calling the Wild
- 2000 - Shameless - Queen 4 a Day
- 2000 - Alice Cooper - Brutally Live
- 2000 - The Cult - Rare Cult (6-CD Boxset)
- 2001 - SpongeBob SquarePants - Sweet Victory
- 2001 - Alice Cooper - Brutal Tour Edition
- 2001 - Gilby Clarke - Swag
- 2002 - Avantasia - The Metal Opera - Part II
- 2002 - Alice Cooper - Dragontown
- 2003 - Derek Sherinian - Black Utopia
- 2003 - Alice Cooper - The Eyes of Alice Cooper
- 2003 - Chris Catena - Freak Out!
- 2004 - 46664 - The Mandela Concerts
- 2004 - Voodooland - Give Me Air
- 2004 - Gene Simmons - Asshole
- 2005 - M.S.G. - Heavy Hitters
- 2005 - Alice Cooper - Dirty Diamonds
- 2006 - Alice Cooper - Live at Montreux
- 2007 - Shameless - Famous 4 Madness
- 2007 - Chris Catena - Booze, Brawds and Rockin Hard
- 2008 - Michael Schenker - Doctor Doctor: The Kulick Sessions
- 2008 - Alice Cooper - Along Came a Spider
- 2010 - Bruce Kulick - BK3
- 2011 - Kuni - Rock Vol. 1
- 2011 - Michael Schenker - By Invitation Only
- 2017 - Shameless - The Filthy 7
- 2017 - Bob Kulick - Skeletons in the Closet
- 2017 - Ronnie Montrose - 10x10
- 2018 - Gene Simmons - The Vault: Eric Singer related
- 2019 - The Cult - Sonic Temple 30 5CD
- 2021 - Paul Stanley's Soul Station - Now and Then
- 2021 - Shameless - Live Your Dream
- 2021 - Heaven feat. Bruce Kulick

 Tribute album 
- 1997 - Dragon Attack: A Tribute to Queen
- 1998 - Forever Mod: Portrait Of A Storyteller
- 1997 - Return of the Comet: A Tribute to Ace Frehley
- 1999 - Humanary Stew: A Tribute to Alice Cooper
- 1999 - Not the Same Old Song and Dance: Tribute to Aerosmith
- 2000 - Little Guitars: A Tribute to Van Halen
- 2000 - Bat Head Soup: A Tribute to Ozzy
- 2002 - One Way Street: A Tribute To Aerosmith
- 2006 - Welcome to the Nightmare: An All Star Salute to Alice Cooper